# Haus Vergy

Wappen des Hauses Vergy (Claude de Vergy (1495–1560), Ritter des Orden vom Goldenen Vlies)

Das Haus Vergy ist eine burgundische Familie, die im Mittelalter in der Region eine herausragende Rolle spielte. Es hat seinen Namen von der aus dem 11. Jahrhundert stammenden Ruine Château de Vergy auf dem Combe de Vergy in Reulle-Vergy zwischen Dijon und Beaune im heutigen Département Côte-d’Or.
Das Haus Vergy ist seit dem Beginn des 12. Jahrhunderts bezeugt: Savaric de Semur († nach 1113), der gesicherte Ahnherr der Familie, war ein Onkel von Geoffroy III. de Donzy († 1157), Seigneur de Gien, de Saint-Aignan, du Cosne et de Châtel-Censoir, die genaue Verwandtschaft ist aber nicht nachgewiesen (siehe Semur (Adelsgeschlecht)).

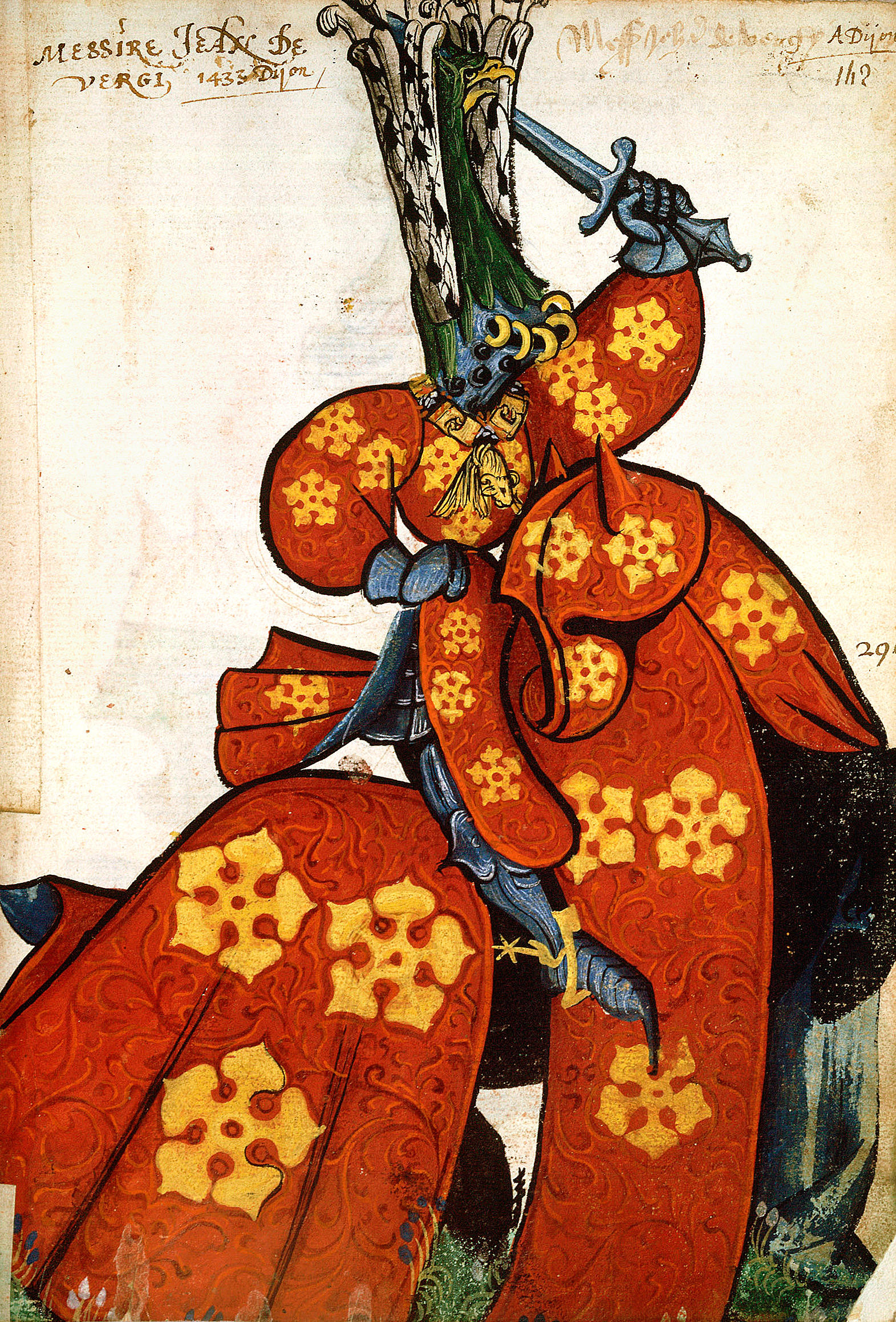
Jean IV. de Vergy (1378–1460), Ritter des Ordens vom Goldenen Vlies, gerüstet zum Kolbenturnier
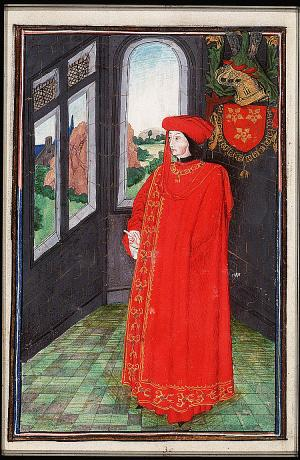
Jean IV. de Vergy im Ornat des Ordens vom Goldenen Vlies
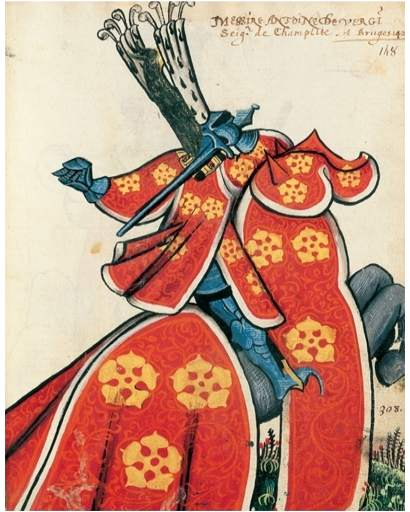
Antoine de Vergy (1375–1439), Ritter des Ordens vom Goldenen Vlies, gerüstet zum Gestech
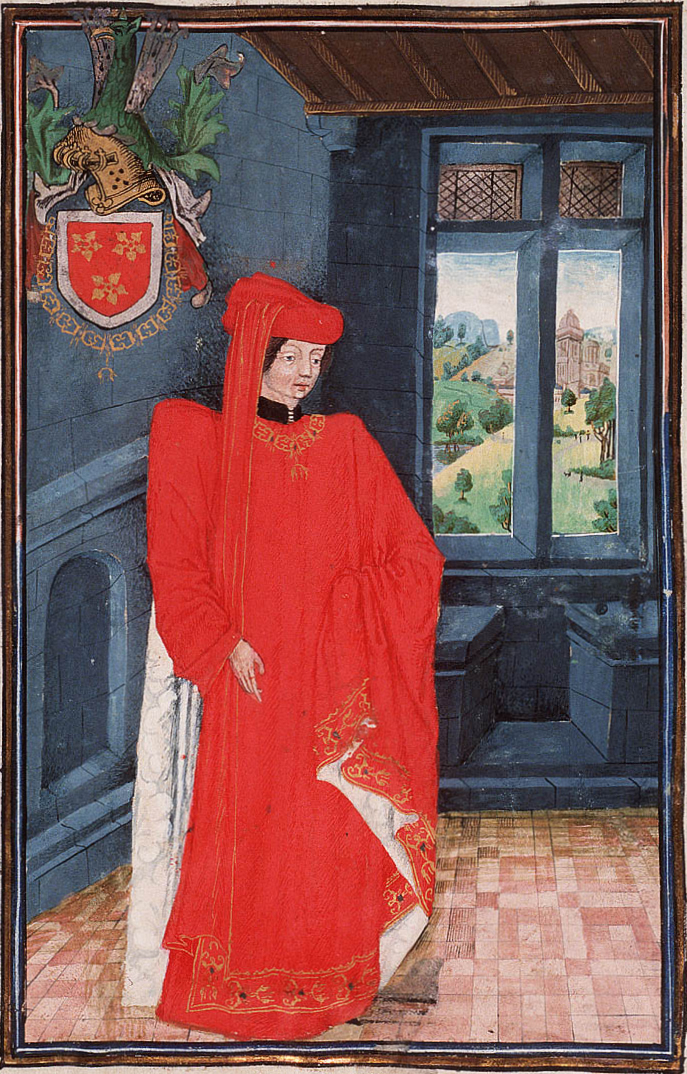
Antoine de Vergy im Ornat des Ordens vom Goldenen Vlies

Die Familie bildete im Wesentlichen einen Hauptzweig, der im Herzogtum Burgund und der Freigrafschaft Burgund lebte. Sie hatte ab 1219 das Amt des Seneschalls von Burgund vermutlich bis zum Heimfall des Herzogtums an die französische Krone 1477 erblich inne. Anschließend stellte die Familie von 1510 bis zu ihrem Aussterben 1630 die stellvertretenden Gouverneure der Freigrafschaft Burgund unter der Herrschaft der habsburgischen Könige von Spanien und der (permanenten) Abwesenheit des Gouverneure aus der Familie der Fürsten von Orange und somit als eigentliche Machthaber.
Die namengebende Herrschaft Vergy selbst ging der Familie bereits im Jahr 1199 verloren, als eine Tochter den Herzog Eudes III. von Burgund heiratete und den Stammsitz mit in ihre Ehe brachte.

## Stammliste

### 12.–13. Jahrhundert
1. Savaric de Semur († 1113), Onkel von Geoffroi III. de Donzy (Semur (Adelsgeschlecht)); ⚭ Elisabeth, Dame de Vergy, Tochter von Gérard
  1. Simon († 1140), Sire de Vergy et de Châtelcensoir; ⚭ Elisabeth (Ermengarde)
    1. Guy, Sire de Vergy, 1190/1204 bezeugt; ⚭ Alix de Beaumont et d’Autray, 1169/1204 bezeugt, Tochter von Hugues, Sire de Beaumont et d’Autray
      1. Hugues († 1205), Sire de Vergy, d’Autray, et de Châtelcensoir; ⚭ 1175 Gille de Traînel, 1179/1224 bezeugt, Tochter von Garnier, Sire de Traînel
        1. Garnier († nach 1187)
        2. Guillaume I. († 18. Januar 1240), Sire de Mirebeau et d’Autray, 1219 Seneschall von Burgund; ⚭ nach 1203 Clémence, Dame de Fouvent et de Fontaine-Française, Tochter von Henri, Sire de Fouvent und Agnès de Commercy
          1. Hugues, 1223/27 zu Cherlieu
          2. Henri I. († 1263), Sire de Mirebeau, d’Autrey, de Fouvent et de Champlitte, Seneschall von Burgund, bestattet in Cherlieu; ⚭ 1248 Elisabeth de Chalon († 1. April 1277), Tochter von Jean I. le Sage, Sire de Salins (Haus Burgund-Ivrea), Witwe von Henri de Vienne, Seigneur de Vadans, geschieden von Ulrich II., Graf von Pfirt (Haus Scarponnois)
            1. Guillaume II. († nach 1272), Sire de Mirebeau et d’Autrey, Seneschall von Burgund; ⚭ nach 29. März 1266 Laura von Lothringen († nach 3. Mai 1288) Tochter von Matthäus II., Herzog von Lothringen (Haus Châtenois), und Katharina von Limburg, Witwe von Jean de Dampierre, Seigneur de Saint-Dizier (Haus Dampierre)
            2. Jean I. († 1310), Sire de Fouvent, de Champlitte et d’Autrey, Seneschall von Burgund, bestattet in Theuley; ⚭ 1263 Marguerite de Noyers, 1280/1310 bezeugt, Tochter von Miles VIII., Sire de Noyers, und Alixent des Barres – Nachkommen siehe unten
            3. Henri († wohl 1307), Seigneur d’Autrey et du Fay, 1263 Kanoniker zu Langres, Cantor zu Besançon

          3. Marie, 1237 bezeugt; ⚭ um 1230 Guy III. de Verdun-sur-le-Doubs et de Vouvry († 1273)
          4. Agnès († 1261/September 1268), Dame de Morey; ⚭ (1) Pierre I. de Bauffremont († wohl 1240) (Haus Bauffremont); ⚭ (2) Ulrich II. († 1. Februar 1275), 1227 Graf von Pfirt (Haus Scarponnois)
          5. Guy, 1239 bezeugt; ⚭ Flore d’Antigny (Haus Antigny)

        3. Guy, † wohl 1236, 1224 Bischof von Autun
        4. Hue, Sire de Coupray et d‘Ormoy
        5. Alix († Prenois-en-Montagne 8. März 1251), Dame de Vergy, 1218/29 Regentin von Burgund, bestattet in Cîteaux; ⚭ 1199 Eudes III. († Lyon 6. Juli 1218), 1192 Herzog von Burgund, bestattet in Cîteaux (Älteres Haus Burgund)
        6. Nicole, 1197/1214 bezeugt; ⚭ Anseric V., Sire de Montréal († 1223)
        7. Simone († nach 1247), Dame de Belvoir; ⚭ vor 1188 Thibaud de Rougemont († 1222/25), Sire de Belvoir

      2. Sohn, Domdechant zu Autun, Onkel von Guy
      3. Simon, Sire de Beaumont, 1173/84 bezeugt
        1. Hugues († 1254), Sire de Beaumont; ⚭ Alix de Marigny-sur-Ouche, sie heiratete in zweiter Ehe Miles, Sire de Froloix et de Milly († 1258)
          1. Jean, Sire de Beaumont
          2. Yves († 25. August 1275), 1257/75 Abt von Cluny
          3. Milon, Prior von La Charité-sur-Loire, dann von Saint-Martin-des-Champs in Paris
          4. Hugues, 1262 Prior von Saint-Martin-des-Champs in Paris
          5. Tochter; ⚭ NN de Chassant

        2. Guillaume; ⚭ vor 1218 Isabella de Nully, Tochter von Villain, Sire de Nully, und Ada de Montmiral, sie heiratete 1220 in zweiter Ehe Garnier de Sombernon
          1. Aluys de Vergy, Dame d’Ormoy; ⚭ vor 1239 Jean, Sire de Til-Châtel († 29. Januar 1275 n. St.)

      4. Renaud, Bischof von Mâcon

    2. Simon, Kanoniker zu Saint-Denis
    3. Hervé, Abt von Saint-Étienne

  2. Aiglantine de Vergy, Dame de Pouilly
  3. Hervé, Sire de Vergy et et Châtelcensoir en partie
    1. Savaric, Sire de Châtelcensoir
    2. Elisabeth, Dame de Vergy en partie; ⚭ Hugues, Sire de Mont-Saint-Jean, 1152/74 bezeugt

### 14.–15. Jahrhundert
1. Jean I. († 1310), Sire de Fouvent, de Champlitte et d’Autrey, Seneschall von Burgund; ⚭ 1263 Marguerite de Noyers, 1280/1310 bezeugt, Tochter von Miles VIII., Sire de Noyers, und Alixent des Barres – Vorfahren siehe oben
  1. Henri II. († April 1333), Sire de Fouvent, de Champlitte et d’Autrey, Seneschall von Burgund, bestattet in Theuley; ⚭ September 1298 Mahaut de Trie, Dame de Saint-Aubin, Tochter von Jean de Trie, Comte de Dammartin (Haus Trie), und Yolande de Dreux (Haus Frankreich-Dreux)
    1. Jean II. gen. le Borgne († 1353 n. St.), Seigneur de Fouvent, de Champlitte et d’Autrey, Seneschall von Burgund, bestattet in Theuley; ⚭ Gillette de Vienne († 1364), Tochter von Guillaume de Vienne, Sire de Saint-Georges et de Sainte-Croix, bestattet in Theuley
      1. Marie († 1407); ⚭ 1357 Jean de Coligny, Seigneur d’Andelot (Haus Coligny)
      2. Jean III. gen. le Grand († 25. November 1418), Seigneur de Fouvent, de Vignory, de Champlitte et de Port-sur-Saône, Seneschall und Marschall von Burgund, Gouverneur von Burgund; ⚭ (1) 31. August 1372 Jeanne de Chalon († 1380) Tochter von Jean II., Seigneur d’Arlay (Haus Chalon); ⚭ (2) vor 26. September 1402 Jeanne de Vienne, Tochter von Henri de Vienne, Seigneur de Mirebel, Witwe von Jean de Rougemont, Seigneur de Til-Châtel et et de Ruffey, und Édouard de Saint-Dizier, Seigneur de Saint-Dizier, deVignory  et de Veuilly (Haus Dampierre)
        1. (1) Guillaume III. (X 28. September 1396 in der Schlacht bei Nikopolis), Seigneur de Port-sur-Saône, de Montenot, et d’Arc, Seneschall von Burgund; ⚭ (Ehevertrag 20. März 1377) Isabella von Rappoltstein, Dame de Port-sur-Saône et de Vignory, 1396/1410 bezeugt, Tochter von Bruno I., Herr zu Rappoltstein (Haus Rappoltstein)
          1. Jean IV. († März 1461 n. St.), Seigneur de Fouvent, de Saint-Dizier, de Vignory et de La Fauche, Seneschall von Burgund, Gouverneur des Herzogtums Burgund, 1433 Ritter im Orden vom Goldenen Vlies (Nr. 30); ⚭ 18. Mai 1437 Marie de La Rocheguyon († nach 1480), Tochter von Guy de La Rocheguyon und Perrette de la Rivière
          2. Guillemette († vor 4. November 1412); ⚭ 20. März 1404 n. St. Johann IV. Graf zu Salm (X 2. Juli 1431 in der Schlacht bei Bulgnéville) (Haus Salm)
          3. Jeanne († nach 1435; ⚭ 19. September 1406 Jean de Saint-Cheron, Seigneur de Songy, de Saint-Chéron et de Gigny; ⚭ (2) Johann II. von Blamont, Seigneur d’Orincourt et de Vellexou, 1395/1435 bezeugt (Haus Salm)
          4. Marguerite, Dame de Vignory; ⚭ 3. Oktober 1404 Jean II., Sire d’Oiselet et de Frasne († 19. Mai 1442) (Haus Burgund-Ivrea)

        2. Jacques, Seigneur de La Fauche (X 28. September 1396 in der Schlacht bei Nikopolis); ⚭ vor 14. März 1388 Jeanne de Dampierre-Saint-Dizier († nach 18. August 1408), Dame des Roches-sur-Marne et de La Fauche, Tochter von Henri, Seigneur des Roches-sur-Marne und La Fauche (Haus Dampierre), Witwe von Guillaume de Grandson (Haus Grandson), sie heiratete 1398 in dritter Ehe Gautier de Savoisy und vor 13. August 1401 in vierter Ehe Ferry de Chardoigne († nach 18. August 1408)
        3. Antoine (* wohl 1375; † 29. Oktober 1439), Seigneur de Champlitte et de Rigney, Comte de Dammartin, Marschall von Frankreich, 1423 a. St. Generalkapitän und Gardien beider Burgund, 1427 Gouverneur von Champagne und Brie und des Bistums Langres, 1430 Ritter im Orden vom Goldenen Vlies (Nr. 5), testiert 27. April 1439, bestattet in Champlitte; ⚭ (1) vor 1405 Jeanne de Rigney (* 1388; † 18. August 1420), Dame de Rigney et de Frolois, Erbtochter von Hugues, Seigneur de Rigney et de Frolois, Seneschall der Grafschaft Burgund; ⚭ (2) 1430 Guillemette de Vienne († 29. September 1472), testiert 15. August 1472, Tochter von Philippe de Vienne, Seigneur de Roulans, sie heiratete am 8. November 1440 in zweiter Ehe Thiébaut VIII. de Neufchâtel, Seigneur de Châtel-sur-Moselle, 1433 Ritter im Orden von Goldenen Vlies (Nr. 36) († 21. Mai 1459)
          1. Jean, gen. de Richecourt († 4. Dezember 1525), Seigneur de Longchamp, bestattet in Champlitte
          2. Jeanne († nach 1483); ⚭ (1) Guillaume d’Anglure; ⚭ (2) Mathieu, Seigneur de Saint-Loup
          3. Isabelle; ⚭ Guy de Cicon, Ritter, Seigneur de Gevigney
          4. Guyonne († nach 1489); ⚭ 28. April 1470 Érard de Dinteville, Seigneur de Spoy et de Fougerolles

        4. Marie († 29. März 1407 a. St.); ⚭ 10. Mai 1390 Konrad III. von Freiburg, 1397 Graf von Neuenburg († 16. April 1424) (Haus Freiburg)
        5. (unehelich, Mutter: Jeannette de Bourguignon) Jean bâtard de Vergy († 1457), legitimiert 1430; ⚭ Catherine d’Haraucourt († 1475), sie heiratete in zweiter Ehe Guillaume de Cicon, 1486 bezeugt

      3. Guillaume (* wohl 1347, † 1407 in Rom), 1371/91 Erzbischof von Besançon, tritt zurück, 1391 Pseudokardinal
      4. Henri
      5. Jacques († 1398), Seigneur d’Autrey, de Mantoche et d’Arc; ⚭ 1374 Marguerite de Vufflens († nach 1403), Dame de Champvent et de La Motte (Vaud), Witwe von Ludwig Graf von Neuenburg – Nachkommen siehe unten
      6. Guillemette († 26. Juli 1401), bestattet in Marast; ⚭ Henri de Villersexel († 1412), Comte de La Roche, Seigneur de Villersexel

    2. Marguerite, Dame de Vadans; ⚭ Louis I. de Poitiers, Comte de Valentinois 1319 (Haus Poitiers-Valentinois)
    3. Philippe († September 1318)

  2. Guillaume III. († 13. Juni/10. Dezember 1360), Sire de Mirebeau et de Bourbonne, Generalleutnant der Dauphiné; ⚭ (1) Isabeau de Choiseul, Dame de Bourbonne, Tochter von Renard de Choiseul, Sire de Bourbonne, und Alix de Joinville, Dame de Sailly; ⚭ (2) nach 1319 Agnès de Durnay, Dame de Vuillafans-le-Neuf, Tochter von Milon de Durnay, Seigneur de Vuillafans-le-Neuf, und Philippa (de Vaugrenard), Witwe von Jean, Sire de Montfaucon; ⚭ (3) vor 1356 Jeanne de Montfaucon († nach 1370), Tochter von Henri I. de Montfaucon (Haus Montfaucon), Witwe von Hugues de Joinville, Seigneur de Gey et de Marnay Haus Joinville)
    1. (1) Jean († wohl 1370), Sire de Mirebeau, de Bourbonne et de Sailly; ⚭ (1) vor 5. Juni 1348 Isabeau de Joinville, Tochter von Anseau de Joinville, Seneschall der Champagne, Marschall von Frankreich (Haus Joinville; ⚭ (2) 1355 Jeanne de Chambly, Dame de Neauphle-le-Château, Tochter von Pierre de Chambly und Isabella von Burgund (die Witwe des römisch-deutschen Königs Rudolf von Habsburg), Witwe von Philippe de Vienne, Sire de Pagny
      1. (2) Guillaume († 1374), 1361 minderjährig, Seigneur de Mirebeau et de Bourbonne; ⚭ Agnès de Jonvelle († vor 1408), Tochter von Philippe, Sire de Jonvelle, und Guillemette de Charny, sie heiratete 1375 in zweiter Ehe Philibert, Sire de Beaufremont († 1417) (Haus Bauffremont)
        1. Jean († 17. Januar 1388 a. St./1389 n. St.)
        2. Marguerite († jung)
        3. Jeanne († 1410), Dame de Mirebeau, de Bourbonne et de Charny; ⚭ (1) 29. November 1371 Jean III. de Montfaucon (X 1372 vor Asti) (Haus Montfaucon); ⚭ (2) 31. Mai 1383 Henri de Bauffremont, Ritter, Seigneur de Scey († nach Mai 1410) (Haus Bauffremont)

    2. (1) Isabeau († 1350); ⚭ (Ehevertrag 15. April 1342) Heinrich von Bar († 1380), Herr zu Pierrefort, 1334 bezeugt (Haus Scarponnois)
    3. (2) Jeanne, testiert 22. Mai 1428; ⚭ (1) Geoffroy de Charny (X 19. September 1356 in der Schlacht bei Poitiers), Ritter, Seigneur de Savoisy; ⚭ (2) Aimon von Genf († 7. November 1369), Seigneur d‘Anthon (Haus Savoyen)
    4. (2) Marguerite († 1. November 1398), testiert 30. Juni 1396, bestattet in Theuley; ⚭ Dijon vor 1346 Jacques de Grandson († Juni/19. Dezember 1381), Ritter, Sire de Pesmes, bestattet in Pesmes Saint-Hilaire (Haus Grandson)
    5. (3) Henriette († 27. Dezember 1427), Dame de Fontaine-Française, bestattet in Theuley; ⚭ (1) Jean de Longwy († wohl 1382), Seigneur de Beaumont-sur-Serein et de Rahon, bestattet in Damparis (Haus Chaussin); ⚭ (2) 15. Dezember 1383 Jean de Vienne († 6. März 1436), Sire de Choye, de Binans et de Pagny, bestattet in Pagny

  3. Hugues, Kanoniker in Langres
  4. Jeanne († 1330), Dame de Fontaine-Française; ⚭ Artaud, Seigneur de Roussillon
  5. Hélissent († 1312); ⚭ (1) vor Juli 1284 Heinrich II., 1279 Graf von Vaudémont (X nach 2. Juli 1299) (Haus Châtenois); ⚭ (2) Februar 1301 Gaucher V. de Châtlllon († 1329), Comte de Porcéan, Connétable von Frankreich (Haus Châtillon)

### 15.–16. Jahrhundert
1. Jacques († 1398), Seigneur d’Autrey, de Mantoche et d’Arc; ⚭ 1374 Marguerite de Vufflens († nach 1403), Dame de Champvent et de La Motte (Vaud), Witwe von Ludwig Graf von Neuenburg – Vorfahren siehe oben
  1. Jean († 10. September 1419 in Montereau), Seigneur d’Autrey et d’Arc; ⚭ 11. Oktober 1415 Antoinette de Salins, Dame de Vaugrenant et de Montferrand, testiert 15. Juli 1434 und 29. Januar 1435, Tochter von Dr. iur. Ancel de Salins, Ritter
    1. Charles († 1467 nach 17. August), Seigneur d’Autrey, de Vaugrenant, 1461 de Fouvent et de Champlitte, Seneschall von Burgund; ⚭ (1) 15. Januar 1435 Claude de La Trémoille († 4. August 1438), Dame d’Antigny, Tochter von Guy VII. de La Trémoille, Comte de Joigny (Haus La Trémoille); ⚭ (2) Marguerite de Cusance († nach 1444), Dame de Flagey, Tochter von Jean de Cusance, Seigneur de Belvoir, Witwe von Guy III. de Pontailler, Marschall von Burgund, 1433 Ritter im Orden vom Goldenen Vlies (Nr. 31)
      1. Antoine († 1460/1), Seigneur de Montferrand et d’Autrey; ⚭ Oktober 1454 Bonne de Neufchâtel († 27. September/10. November 1490), Tochter von Thiébaut VIII. de Neufchâtel, Seigneur de Neuchâtel, sie heiratete in zweiter Ehe (Ehevertrag 5. Mai 1467) Jean III. de La Baume († 30. März 1505), 3. Comte de Montrevel (La Baume-Montrevel)
        1. Marguerite († Juni 1472), Dame de Champlitte, de Fouvent, d’Autrey, de Rigny, de Morey et de Montenot; ⚭ 7. April 1469 Guillaume IV. de Vergy, Seigneur de Vergy, de Saint-Dizier et de Champvent († vor 18. April 1520) (siehe unten)

      2. Guillemette († 1504), Dame de Bourbon-Lancy et de Frolois; ⚭ (1) (Ehevertrag 2. März 1451) Guillaume de Pontailler, Seigneur de Talmay (X 14. März 1471 in der Schlacht bei Buxy; ⚭ (2) 1476 Claude de Toulongeon († 1503/04), Seigneur de Toulongeon, de La Bastie et de La Châtelier-en-Champagne, 1481 Ritter im Orden vom Goldenen Vlies (Nr. 93)

    2. Louise (* vor 1419; † 15. Juli 1434/29. Januar 1435 n. St.); ⚭ Jean IV. de Ray, Seigneur de La Ferté et de Pressigny († 1465)
    3. (unehelich, Mutter unbekannt) Roland bâtard de Vergy
    4. (unehelich, Mutter unbekannt) Jean bâtard de Vergy

  2. Pierre († 1440), Seigneur de Champvent; ⚭ (1) (Ehevertrag 1. April 1414) Katharina von Greyerz (Gruyère) († 1426), Tochter von Graf Rudolf; ⚭ (2) um 1427 Alix de Rougemont, Tochter von Guy II., Seigneur de Rougemont, de Til-Châtel et de Ruffey
    1. (1) Jean († 1476), 1443 bezeugt, Seigneur de Champvent, de La Motte et de Montricher, Gouverneur von Vaud; ⚭ Paule de Miolans († vor 1431), Tochter von Jacques de Miolans und Jeanne de La Chambre
      1. Antoinette; ⚭ (Ehevertrag 1. Juni 1481) Jean de Pontailler, Seigneur de Talmay († wohl 1514)
      2. Charlotte; ⚭ Humbert de Faucigny, Ritter
      3. Guillaume IV. († vor 18. April 1520), Seigneur de Vergy, de Saint-Dizier et de Champvent, 1472 Seigneur de Champlitte, de Fouvent, d’Autrey, de Rigny, de Morey et de Montenot, Seneschall und Marschall von Burgund, Generalkapitän von Geldern und Zütphen, testiert 6. April 1500 n. St.; ⚭ (1) 7. April 1469 Marguerite de Vergy († Juni 1472), Dame de Champlitte, de Fouvent, d’Autrey, de Rigny, de Morey et de Montenot, Erbtochter von Antoine de Vergy, Seigneur de Montferrand (siehe oben); ⚭ (2) 5. März 1480 Anne de Rochechouart († August 1508), Tochter von Jean II., Seigneur de Mortemart (Haus Rochechouart), und Marguerite d’Amboise
        1. (2) Claude I. (* 1485; † 9. Januar 1560), Seigneur de Champlitte et de Fouvent, Marschall und Gouverneur von Burgund, 1546 Ritter im Orden vom Goldenen Vlies (Nr. 201), bestattet in Champlitte; ⚭ (1) vor Juli 1500 (Dispens 4° 30. August 1501) Helene von Greyerz (Gruyère) († 18. Oktober 1522), 1493 minderjährig, Tochter von Ludwig; ⚭ (2) 1523 Philiberte de Vienne (* 1. November 1510; † vor 1545), Tochter von Gérard de Vienne, Seigneur de Ruffey
          1. (2) Antoinette, Dame de Fouvent; ⚭ (1) Henri de Pontailler Seigneur de Flagey († 1547); ⚭ (2) 15. Dezember 1556 Jean de Choiseul, Baron de Lancques et de La Ferté († 1564)

        2. (2) Antoine († 29. Dezember 1541), 1502 Erzbischof von Besançon, Präzeptor von Kaiser Karl V., genannt „Père des Pauvres“
        3. (2) Guillaume V. († 26. Juli 1531 in Brüssel), Seigneur de Montferrand, d’Autrey, de Champlitte et de La Motte; ⚭ Marine bâtarde de Bourgogne († 2. März 1567 in Champlitte), 1525 HRR Legitimation, bestattet in Theuley, Tochter von Baudouin bâtard de Bourgogne aus der Verbindung mit Catherine d’Ayelle
          1. François (* 1530; † 5. Dezember 1591), Comte de Champlitte, Seigneur de Fouvent, Generalleutnant und Gouverneur von Burgund, 1586 Ritter im Orden vom Goldenen Vlies (Nr. 270); ⚭ (1) 13. Juni 1553 Claudine de Pontailler († 1576), Tochter von Jean, Seigneur de Flagey; ⚭ (2) 1577 Renée de Ray, Dame de Vaudrey, Tochter von Claude de Ray, Seigneur de Ray, sie heiratet in zweiter Ehe Charles Emmanuel de La Chambre, Marquis d’Aix
            1. (1) Claude II. (* wohl 1556; † 1602), Comte de Champlitte, Seigneur d’Autrey, Generalkapitän von Burgund, 1599 Ritter im Orden vom Goldenen Vlies (Nr. 292); ⚭ (1) 21. August 1584 Catherine Chabot († 1588), Tochter von Léonor Chabot, Comte de Charny et de Buzançais; ⚭ (2) Éléonore Thomassin, Tochter von René Thomassin, gen. de Saint-Barthélémy, sie heiratete in zweiter Ehe Emmanuel des Prez, Marquis de Villars
            2. (1) Fernand (* 1571; † 1594 durch Unfall in Champlitte), Seigneur de Flagey
            3. (1) Anne († nach 10. Januar 1599); ⚭ (1) 6. Juni 1581 Philibert de Montmartin († 1587); ⚭ (2) (Ehevertrag 18. April 1589) Jean Louis de Pontailler, Baron de Talmay
            4. (1) Béatrix; ⚭ (Ehevertrag 19. Februar 1577) Evandelin Simon de Cusance, Comte de Champlitte, Baron de Belvoir († 1600/01)
            5. (2) Clériadus (* wohl 1580; † 27. November 1630), Comte de Champlitte, Seigneur de Vaudrey, Gouverneur und Generalkapitän von Burgund, 1615 Ritter im Orden vom Goldenen Vlies (Nr. 329); ⚭ 15. Februar 1600 Madeleine de Bauffremont, Tochter von Claude, Seigneur de Sennecey (Haus Bauffremont), und Marie de Brichanteau
            6. (2) Alexandrine († 1592)

          2. Chrétienne († September 1566), bestattet in Theuley; ⚭ (1) 20. Juni 1544 Guillaume de Vienne, Baron de Chevreaux († 1548 vor 10. November); ⚭ (2) Claude de Saulx, Seigneur de Vantoux et de Torpes, Generalleutnant des Herzogtums Burgund († nach 1558)

        4. (2) Marguerite († vor 9. September 1525); ⚭ 5. Mai 1504 Johann, 1514 Graf von Greyerz († 1539 nach 8. September)
        5. (2) Pauline († nach 9. Juni 1557); ⚭ Michel, Seigneur de Viry
        6. (2) Rose; ⚭ nach 1520 Guillaume de Mervilliers, Seigneur de Memullon
        7. (2) Hélène († nach 1551); ⚭ nach 1520 Pierre de Barbançon († 1556), Seigneur de Werchin et de Roubaix, Seneschall von Hennegau, 1546 Ritter im Orden vom Goldenen Vlies (Nr. 207), testiert April 1551
        8. (unehelich, Mutter unbekannt) Gérard bâtard de Vergy; ⚭ NN Trousset (de Salins)
          1. Charles; ⚭ Catherine de Pilliers
          2. Catherine; ⚭ NN Guidoboni aus Mailand
          3. Michel, Seigneur de Hanameny, lothringischer Kämmerer; ⚭ Françoise de Buffignécourt
            1. Charles
            2. Marc, Michel und François († jung)
            3. Théodore und Henri
            4. Claude, Nonne zu l’Étanche
            5. Anne, Nonne zu Saint-Hou
            6. 2 Töchter, 1625 bezeugt

          4. François, Kanoniker zu Saint-Dié
          5. Tochter, Dominikanerin, Priorin zu Nancy

      4. Jean († 1484), Seigneur de Montricher, 1475 Gouverneur von Vaud
      5. Claude und Martin, gefallen
      6. Guillemette († 13. Juli 1543); ⚭ Claudius von Arberg, Seigneur de Valangin († 31. März 1518)

    2. Claude († August 1512); ⚭ 21. Januar 1496 n. St. Fernand de Neufchâtel, Seigneur de Montaigu († März 1522)
    3. (2) Jean der Jüngere, Seigneur de Montricher († vor August 1474, wohl am 14. März 1471 n. St. in der Schlacht bei Buxy
      1. (unehelich, Mutter unbekannt) Jean bâtard de Vergy († nach 1500)

    4. (2) Catherine (* wohl 1428), testiert 25. August 1480, bestattet in Ronchaux; ⚭ (1) um 1449 Thibaut bâtard de Neufchâtel († 1454); ⚭ (2) 1457 Guillaume de Ray, Seigneur de Beaujeu, de Pressigny et d'Autoreille